# 馬西平
馬西平，回族，山東禹城县人，清朝軍事將領，同武進士出身。
嘉慶二十二年（1817年），登武進士，授御前侍卫。此後歷任陝甘遊擊、參將、副將，甘肅總兵。此後因剿匪陣亡。